# Batalla d'Azincourt
La batalla d'Azincourt, lliurada el divendres 25 d'octubre de 1415 al nord de l'actual França, va formar part de la Guerra dels Cent Anys i hi va vèncer l'exèrcit anglès. Els exèrcits que es van enfrontar foren el del rei Enric V d'Anglaterra, comandat per ell mateix i per Eduard de Norwich (duc de York), i el del rei Carles VI de França, comandat per Charles d'Albret i els nobles del Comtat d'Armanyac. La batalla és recordada per l'ús de l'arc llarg anglès, que els anglesos van usar formant la majoria de l'exèrcit.
La batalla va començar tres hores després de sortir el sol, perquè els francesos esperaven, i els anglesos estaven atrapats i havien començat a clavar estaques al terreny per evitar les càrregues de cavalleria i protegir els arquers, que es van situar als costats i rere la infanteria. Quan aquells començaren a disparar contra els francesos, van ser contestats per una càrrega de la cavalleria francesa, que no va poder flanquejar els arquers pel bosc i no va poder travessar la zona d'estaques i, per tant, hagué de retirar-se desordenadament, cosa que va desorganitzar la infanteria francesa, que avançava travessant el fang que arribava a l'altura dels genolls, i que va arribar fatigada davant la línia anglesa. La infanteria francesa va retrocedir, però els arquers anglesos, que havien esgotat les seves fletxes, van atacar amb destrals i espases, i com que no duien armadura es movien amb més facilitat pel camp de batalla. La segona línia francesa també es va veure atrapada, i la tercera ja no va atacar veient la desfeta. El rei anglès va ordenar rematar els ferits francesos l'endemà. No es coneixen amb precisió les baixes d'ambdós contendents, però tot i l'avantatge numèric francès, aquests van sofrir més baixes.
l'ús massiu de l'arc llarg a la batalla va posar punt final a l'ús de la cavalleria medieval. La batalla d'Azincourt és el tema central de l'obra Enric V, de William Shakespeare.

## Narracions contemporànies de la batalla
La batalla d'Angicourt està ben documentada per un mínim de 7 narracions contemporànies, tres de les quals van ser testimonis visuals. La localització aproximada de la batalla mai no s'ha discutit i ha quedat relativament sense canvis des de fa gairebé 600 anys. Immediatament després de la batalla, Enric reuní els heralds dels dos exèrcits que havien presenciat la batalla conjuntament i amb el principal herald francès, Montjoie, acordaren el nom de la batalla, Angicourt, per un lloc fortificat proper. Dues de les narracions més sovint citades provenen de fonts borgonyones: la de Jean Le Fevre de Saint-Remy, que estava present a la batalla, i la de Enguerrand de Monstrelet. Les narracions dels testimonis anglesos provenen de la Gesta Henrici Quinti, anònima, la qual es creu que va ser escrita per un sacerdot de la casa del Rei, que hauria estat amb el tren d'equipatges durant la batalla.

## La campanya
Enric V d'Anglaterra reclamava el títol de rei de França pel seu besavi Eduard III, tot i que a la pràctica els reis anglesos generalment es preparaven per renunciar a la seva demanda si els francesos reconeixien les possessions angleses d'Aquitània i d'altres territoris (els termes del Tractat de Bretigny. Inicialment ordenà que es formés un Gran Consell a la primavera de 1414 per discutir si calia anar a la guerra amb França, però els lords insistiren que calia negociar més i moderar les exigències. En les posteriors negociacions Enric va dir que abandonaria la seva petició al tron francès si els francesos pagaven 1,6 milions de corones pel rescat de Joan II, capturat el 1356 a la batalla de Poitiers, i concedien als anglesos la propietat de les terres de Normandia, Turena, Anjou, Bretanya i Flandes, a més d'Aquitània. Enric es casaria amb la princesa Caterina, la filla petita de Carles VI, i rebria un dot de 2 milions de corones. Els francesos respongueren que considerarien els generosos termes del casament de Caterina, un dot de 600.000 corones i un engrandiment d'Aquitània. El 1415 les negociacions quedaren en un punt mort, amb els anglesos reclamant que els francesos es reien de les seves peticions i que havien ridiculitzat Enric. Al desembre de 1414, el Parlament anglès va ser convençut per donar a Enric un "subsidi doble", un impost el doble de la taxa tradicional, per tal de recuperar la seva herència dels francesos. Amb el fracàs de les negociacions amb els francesos, el 19 d'abril de 1415 Enric demanà de nou al Gran Consell que aprovés la guerra amb França, i aquest cop es mostraren d'acord.
L'exèrcit d'Enric desembarcà a la França septentrional el 13 d'agost de 1415 i assetjà el port d'Harfleur amb un exèrcit de 12.000 homes. El setge d'Harfleur va durar més temps del que s'esperava. La ciutat es rendí el 22 de setembre, i l'exèrcit anglès no marxà fins al 8 d'octubre. La temporada de campanyes estava a punt d'acabar-se, i l'exèrcit anglès havia patit moltes baixes per la malaltia. En lloc de retirar-se directament cap a Anglaterra per passar l'hivern, amb la qual cosa la costosa expedició resultaria només amb la captura d'una única ciutat, Enric decidí de marxar amb la major part del seu exèrcit (uns 9.000 homes) per Normandia fins al port de Calais, el punt anglès més fort al nord de França, per tal de fer palès amb la seva presència en un territori al capdavant d'un exèrcit que el seu dret a governar el ducat era quelcom més que una reclamació històrica sobre una simple abstracció legal. També intentà la maniobra com una provocació deliberada per combatre Lluís, Delfí de França, que no respongué al desafiament personal llançat per Enric per combatre a Harfleur.
Els francesos havien reunit un exèrcit durant el setge, reunit a Rouen. No es tractava estrictament d'un exèrcit feudal, sinó d'un exèrcit pagat mitjançant un sistema semblant al dels anglesos. Els francesos volien reclutar 9.000 homes, però l'exèrcit no estava a punt per rellevar Harfleur. Després que Enric V marxés pel nord, els francesos es van moure per bloquejar-lo pel riu Somme. Durant un temps van tenir èxit, forçant Enric que es mogués cap al sud, lluny de Calais, per tal de trobar un gual. Els anglesos finalment aconseguiren travessar el Somme al sud de Péronne, a Béthencourt i Voyennes i tornà a dirigir-se cap al nord. Sense la protecció del riu, els francesos es mostraren refractaris a forçar una batalla. Van seguir l'exèrcit d'Enric mentre feien una semonce des nobles, reclamant als nobles locals que s'unissin a l'exèrcit. El 24 d'octubre, ambdós exèrcits es trobaren l'un davant de l'altre per la batalla, però els francesos declinaren, esperant l'arribada de més tropes. Els dos exèrcits passaren la nit del 24 d'octubre a camp obert. L'endemà els francesos iniciaren negociacions en un retard tàctic, però Enric ordenà al seu exèrcit que avancés i comencés una batalla que, atès l'estat del seu exèrcit, hauria preferit evitar o bé lluitar defensivament: així és com s'havien assolit victòries com la de Crécy i d'altres basades en l'arc llarg anglès. Els anglesos tenien poc menjar, havien marxat 260 milles en dues setmanes i mitja, patien malalties com la disenteria, i tenien al davant molts més homes d'armes francesos millor equipats que ells. L'exèrcit francès bloquejava el camí d'Enric vers la seguretat de Calais, però retardar la batalla només provocaria que el seu esgotat exèrcit s'afeblís encara més mentre arribaven més tropes franceses.

## Preparatius per la batalla
La batalla va tenir lloc a una estreta franja de terra oberta existent entre els boscos de Tramecourt i Azincourt (proper a l'actual poble d'Azincourt). L'exèrcit francès estava format a la sortida nord, per tal de bloquejar el camí de Calais.

### El desplegament anglès

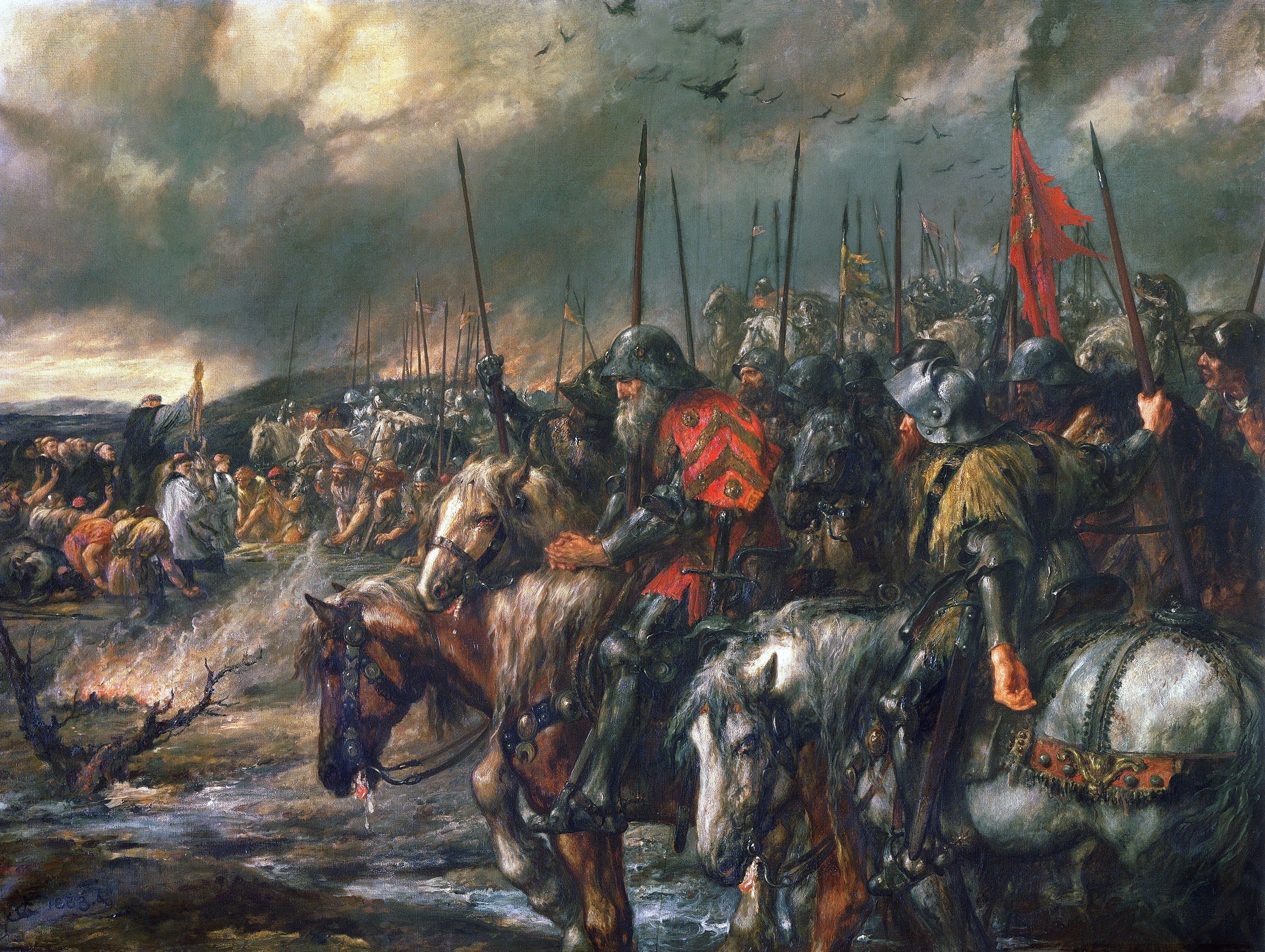
"Matí de la Batalla d'Azincourt, 25 d'octubre de 1415", pintat per Sir John Gilbert

A primera hora del 25, Enric formà el seu exèrcit (aproximadament 1.500 homes d'armes i 7.000 arquers) a través d'una zona del congost de 750 metres. L'exèrcit va ser organitzat en tres "batalles" o divisions: l'avantguarda, comandada pel Duc de York; la batalla principal, comandada pel mateix Enric; i la rereguarda, comandada per Lord Camoys, 1r Baró Bamoys. A més Sir Thomas Erpingham, un dels cavallers més experimentats d'Enric, comandava els arquers. És possible que els anglesos adoptessin la seva línia de batalla habitual, amb els arquers als flancs i els homes d'armes i cavallers al centre. També és possible que desplegués alguns arquers al centre. Els homes d'armes anglesos amb cuirassa i cota de malla van ser situats espatlla amb espatlla a quatre de fons. Els arquers anglesos i gal·lesos als flancs van plantar estaques de fusta punxegudes a terra en angle per tal de forçar la cavalleria a virar. L'ús de les estaques podria haver inspirat en la batalla de Nicòpolis (1396), on les forces de l'Imperi Otomà usaren aquesta mateixa tàctica contra la cavalleria francesa. 
Seguint el costum, els anglesos van confessar-se abans de la batalla. Enric, amoïnat perquè els francesos llancessin atacs per sorpresa, i decidit a fer que les seves tropes estiguessin preparades, ordenà als seus homes que passessin la nit abans de la batalla en silenci, sota pena que se'ls tallés una orella. Va dir als seus homes que preferia morir en la batalla abans que ser capturat i rescatat. Els homes d'armes d'ambdós bàndols eren homes de vàlua que sabien que si eren capturats podien esperar ser alliberats pagant un rescat. Com a "comuns", per l'altre costat, els arquers anglesos sabien que podien esperar ser morts pels francesos si eren derrotats, ja que no podien pagar un rescat.
Enric va pronunciar un discurs, posant èmfasi en la justícia de la seva causa, i recordant al seu exèrcit les anteriors grans derrotes que els reis d'Anglaterra havien comès sobre els francesos. Segons les fonts borgonyones hauria acabat el seu discurs dient als seus homes que els francesos s'havien ventat que tallarien dos dits de la mà dreta de cada arquer, de manera que no pogués disparar un arc mai més (si això és veritat, està obert a la discussió; car com prèviament s'ha dit, la mort era el destí habitual de tot soldat que no pogués ser rescatat.)

### El desplegament francès
El cronista Edmond de Dyntner afirmà que hi havia "deu nobles francesos contra un anglès", ignorant completament els arquers.
Els francesos estaven arrenglerats en tres línies o "batalles". La primera línia estava comandada pel Conestable d'Albret, Mariscal Boucicault, i pels Ducs d'Orleans i Borbó, amb les ales de la cavalleria sota el comte de Vendôme i Sir Clignet de Brebant. La segona línia estava comandada pels Ducs de Bar i d'Alençon i pel Comte de Nevers. La tercera línia estava comandada pels comtes de Dammartin i Fauconberg. El cronista borgonyès Jean de Wavrin escriu que hi havia 8.000 homes d'armes, 4.000 arquers i 1.500 ballesters a l'avantguarda, amb dues ales de 600 i 800 homes d'armes muntats, i la batalla principal tenien "tants cavallers, escuders i arquers com a l'avantguarda", amb la rereguarda que contenia "tota la resta dels homes d'armes". L'Herald de Berry fa servir unes xifres d'entre 4.800 homes d'armes a la primera línia, 3.000 homes a la segona línia, amb dues "ales" que tenien 600 homes d'armes muntats cadascuna, i un total d'uns "10.000 homes d'armes", però no fa menció a la tercera línia.
Aproximadament 8.000 dels homes d'armes molt armats francesos lluitaven a peu, i necessitaven apropar-se a l'exèrcit anglès per combatre'ls en un combat mà a mà. Si podien apropar-se a la distància necessària, superarien numèricament els homes d'armes anglesos en una proporció de més de 5 a 1, i els arquers anglesos no podrien disparar a una melé sense risc de ferir les seves pròpies tropes. Molts dels homes d'armes francesos tenien pares i avis que havien estat humiliats en batalles anteriors, com Crécy i Poitiers, i la noblesa francesa estava decidida a venjar-se. Moltes narracions franceses posen èmfasi que els comandants francesos estaven tan segurs de derrotar els anglesos (i de guanyar els rescats dels homes d'armes anglesos) que insistien a estar a la primera línia; com una de les narracions contemporànies cita: "tots els senyors volien estar a l'avantguarda, contra l'opinió del Conestable i dels cavallers experimentats."
Sembla que hi havia milers de soldats a la rereguarda, amb criats i comuns que els francesos o no sabien o no volien desplegar. Wavrin calcula que l'exèrcit francès estava format per 50.000 homes. Diu que "Tenien un munt d'arquers i ballesters, però ningú no els volia deixar disparar. El motiu era que el lloc era tan estret que no hi havia gaire espai pels homes d'armes." La major part dels soldats de la rereguarda gairebé no van participar en la batalla, i les narracions angleses i franceses afirmes que gran part de l'exèrcit francès fugí en veure que molts nobles francesos eren morts o capturats en el combat.

### El terreny

Ordre de batalla

El terreny de la batalla és possiblement el factor més decisiu del resultat. El territori recentment llaurat envoltat d'un bosc dens afavoria els anglesos, tant per la seva estretesa, com pel llot espès pel qual els cavallers francesos havien de caminar. Una anàlisi de Battlefield Detectives ha vist la dinàmica de la batalla: els 1.000-1.500 homes d'armes anglesos es descriuen com una massa d'homes espatlla contra espatlla i de quatre de fondària, la qual cosa implica una línia densa d'entre 250 i 300 homes de llarg (potser separats a la meitat per un grup central d'arquers). La resta del camp hauria estat omplerta amb els arquers darrere les seves estaques.
La primera línia francesa contenia homes d'armes que no podien superar pel flanc la línia anglesa. Els francesos, dividits en 3 "batalles", una darrera de l'altre en la seva posició inicial, no podia portar totes les seves forces a l'atac: el combat inicial va ser entre l'exèrcit anglès i la primera línia de batalla francesa. Quan la segona línia de batalla començà el seu avanç, els soldats van quedar molts junts els uns dels altres i la seva efectivitat va veure's reduïda. Les baixes a la línia frontal produïdes pels arcs llargs hauria incrementat la congestió i, per tant, els homes haurien d'avançar entre o pel damunt dels cauguts. L'episodi de Battlefield Detectives senyala que quan la densitat arribà a quatre homes per metre quadrat, els soldats ni tan sols eren capaços de fer passes senceres cap al davant, reduint la velocitat del seu avanç al 70%. Les narracions de la batalla descriuen els francesos combatent els homes d'armes anglesos abans que els arquers es precipitessin des dels costats a mesura que la melé es desenvolupava. La narració anglesa a Gesta Henrici diu "Per quan molts d'ells, morts quan la batalla s'uní en primer lloc, van caure al front, i tan gran va ser la violència indisciplinada i la pressió de la massa d'homes que venia darrere d'ells que els vius van caure sobre els morts, i molts que queien sobre els vius també resultaven morts." Tot i que inicialment els francesos van fer recular els anglesos, van quedar tan junts com s'ha descrit que van tenir problemes per usar correctament les seves armes. El monjo francès de St. Denis diu que: "la seva avantguarda, formada per uns 5.000 homes, es trobà a si mateixa inicialment tan atapeïda que els que estaven a la tercera filera amb prou feines podien fer servir les seves espases", i les fonts borgonyones un passatge semblant. A la pràctica, no hi havia prou espai perquè tots aquests homes lluitessin, i van ser incapaços de respondre efectivament quan els arquers anglesos es llançaren a la lluita cos a cos. En el moment en què la segona línia francesa arribà, amb uns vuit mil homes (segons la font), l'esclafament encara seria pitjor. La pressió dels homes que arribaven pel darrere encara obstaculitzaria més els que estaven lluitant al front.
A mesura que la batalla tenia lloc en un camp acabat de llaurar, i que hi havia hagut fortes pluges deixant el terreny molt fangós, resultà molt cansat caminar per allà amb l'armadura completa. El monjo francès de Saint Denis descriu les tropes franceses com "marxant enmig del fang on s'enfonsaven fins als genolls. Així ja van ser vençuts per la fatiga abans que per l'enemic." El fang profund i suau afavorí els anglesos car, un cop caiguts a terra, als cavallers francesos amb pesades armadures se'ls feia molt difícil aixecar-se per lluitar a la mêlée. Barker senyala que alguns cavallers, gravats per les seves armadures, en realitat s'ofegaren amb els seus elms. La mobilitat limitada els feia objectius fàcils per les descàrregues dels arquers anglesos. El fang també incrementà la capacitat dels arquers anglesos, amb cuirasses molt més lleugeres, a unir-se a la lluita cos a cos contra els homes d'armes francesos.

### Els comandants

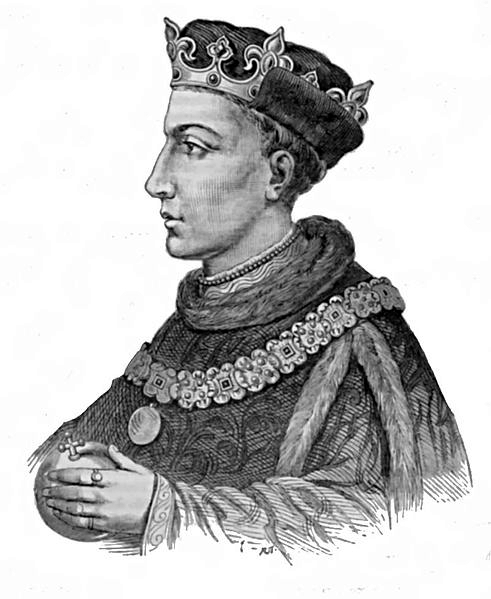
El rei Enric V d'Anglaterra

- Enric V: havia estat fet cavaller a un camp de batalla irlandès amb només 12 anys pel rei Ricard II. Anys després, un dia abans de convertir-se en Príncep de Gal·les, el seu pare Enric IV el distingí per les seves victòries contra Escòcia, Gal·les i dos exèrcits anglesos revoltats. Quan morí el seu pare i Enric va esdevenir rei (1413), acumulava una llarga experiència de batalla, havent estat seriosament ferit al rostre, i s'havia convertit en un estrateg seriós i minuciós i en un tàctic de primera línia. Coneixia la importància de fixar-se en els petits detalls i l'essencial que era tenir cura de la contracta dels soldats, la logística i els subministraments de munició, estris i aliments. A més, era un cap valent, dur i disciplinat, enemic dels luxes i vicis i fred al camp de batalla.
- Enric de Beaufort, bisbe de Winchester: oncle del rei, es convertí en el seu financer. No només li va atorgar grans sumes de diners per pagar la campanya de França, sinó que també actuà com el seu cap de lleves.
- Thomas Fitz Alan, 12è comte d'Arundel: tresorer d'Enric. Organitzà els pagaments, abonà els contractes dels mariners i ocupà el càrrec de cap de subministraments.
- Thomas Beaufort: cap de l'armada d'Enric, comandà la flota que transportà les tropes al continent.
- Richard Courtenay, bisbe de Norwich: cap de la intel·ligència de l'exèrcit anglès. Els seus espies estaven escampats per tota França i informaven Enric de tot allò que veien. Era un excel·lent diplomàtic, càrrec amb el qual dissimulava les seves activitats d'espionatge.
- Nicolas Merbury: cap de subministraments i materials, que proveí de tot el necessari pel que fa a equipament, munició i muntures.

L'exèrcit francès
- Charles I d'Albret, conestable de França: guerrer expert i decidit, però es veié obligat a comandar l'exèrcit en fallar tots els candidats de la línia de successió del rei de França.
- Jean Le Meingre, mariscal de França: conegut pel sobrenom de Boucicault, es tractava d'un dur veterà de les Croades, eficient i amb un prestigi que havia transcendit les fronteres del seu país. Derrotat a la batalla de Nicòpolis (1396) comandant la Croada Borgonyona, defensà Constantinoble dels atacs otomans el 1399. En vida seva es compongueren poemes èpics i cançons en honor seu. Comandà l'exèrcit conjuntament el Conestable.
- David de Rambures: cap dels ballesters del rei Carles, era el tercer en la cadena de comandament de l'exèrcit francès.
- Joan I de Borgonya: anomenat Joan Sense Por, segon a la línia de successió del rei Carles, darrere només del delfí, estava enfrontat amb el duc d'Orleans. Tenia 24 anys i cap experiència bèl·lica.
- Carles I d'Orleans: no tenia experiència militar. Tenia 21 anys i odiava a Joan de Borgonya. El 1413 havia derrotat un exèrcit d'anglesos i de gascons a Soubise.
- Joan de Valois, duc d'Alençon: absolutament incompetent com a cap militar, havia fracassat a Bourges tres anys abans de la batalla d'Azincourt.

#### Diferències entre ambdós comandaments
Els anglesos tenien un comandament únic i coherent, amb un comandant veterà i competent, envoltat d'un grup de caps aguerrits i dedicats, amb unes funcions i responsabilitats clares i perfectament definides.
Els francesos, en canvi, arribaren al camp de batalla d'Azincourt dividits, confosos i enfrontats entre si. El rei Carles VI estava malalt des de feia dècades i experimentava freqüents atacs de demència que li impedien complir amb els seus deures de comandant militar.
Els que el seguien a la línia de successió no eren millors que ell: el seu fill, el delfí Lluís només tenia 19 anys, estava malalt, mancat absolutament d'experiència militar i els afers de l'exèrcit mai no l'havien interessat. El tercer i el quart de la línia, Joan, duc de Borgonya i Carles, duc d'Orleans, s'odiaven a mort perquè el primer havia assassinat el pare del segon el 1413. El seu odi arribaria al punt que Carles assassinaria a Joan sense Por com a venjança el 1419. El cinquè a la línia de successió era Joan de Valois, duc d'Alençon, inexpert i poc intel·ligent. La solució que trobaren els consellers de Carles VI va ser nomenar a d'Albret i a Boucicault com a comandants (assistits per David de Rambures, cap dels ballesters de la Casa Reial), però sotmesos a un consell format pels tres ducs. D'Albret i Boucicault van establir un pla que hagués estat correcte si hagués pogut prosperar: consistia a aplicar la tàctica de la terra cremada davant dels anglesos, rebutjar el combat obert, retrocedir obligant-los a allunyar-se de les seves línies de subministraments i fent-los morir de fam. Si els ducs haguessin deixat fer a aquests dos comandants professionals, el destí de la batalla d'Azincourt podria haver estat diferent. Però els tres ducs (homes nobles, sobre els quals els soldats professionals però plebeus, com d'Albret o Boucicault, no tenien cap mena d'autoritat ni control) desautoritzaren els comandants i els ordenaren enfrontar-se a Enric a Azincourt. Els militars professionals van haver d'obeir, encara que pensaven que el resultat seria funest. Malgrat tot, prepararen el combat el millor que van saber durant els dies anteriors; però el 24 d'octubre d'Albret i Boucicault, aclaparats per la contínua interferència dels incompetents membres del triumvirat ducal, pràcticament s'havien resignat i ja no donaven ordres a ningú: l'exèrcit francès estava desorientat i mancat de caps; mentre que les disciplinades tropes d'Enric s'apropaven a marxes forçades.

### La lluita

#### Moviments inicials

Progrés de la batalla

El matí del 25 d'octubre els francesos encara esperaven l'arribada de més tropes. El duc de Brabant (uns 2.000 homes), el duc d'Anjou (uns 600 homes) i el duc de Bretanya (6.000 homes, d'acord amb Monstrelet) estaven en camí per unir-se a l'exèrcit. Això feia que els francesos es qüestionessin si avançar o no cap als anglesos.
Tres hores després de l'alba encara no hi havia lluita. Els manuals militars de l'època afirmaven que "a tot arreu i en tota ocasió en què els soldats a peu marxin contra el seu enemic cara a cara, aquells que marxen perden i els que resten quiets i fers guanyen. Seguint això, els francesos esperaven que se'ls unissin milers d'homes si esperaven. Estaven bloquejant la retirada d'Enric, i estarien perfectament per esperar el que calgués. Hi havia l'assumpció que els anglesos fugirien abans de lliurar batalla quan s'adonessin que lluitarien contra tants prínceps francesos.
Els homes d'Enric, pel seu costat, estaven afeblits per la fam, la malaltia i la marxa. Encara que sabien tan bé com els francesos que el seu exèrcit ho faria millor a la defensiva, Enric es va veure forçat a prendre un risc calculat, i va ver avançar el seu exèrcit per començar la batalla. Això l'obligava a sortir de la seva posició triada, avançar, i llavors tornar a clavar les estaques afilades apuntant cap a l'enemic que ajudarien a protegir els arquers de les càrregues de la cavalleria (l'ús de les estaques era una innovació pels anglesos: durant la batalla de Crécy, per exemple, els arquers estaven protegits per fossats i per altres obstacles). Si la cavalleria francesa hagués carregat abans que les estaques estiguessin posades, el resultat hauria estat desastrós pels anglesos (com ho havia estat a la batalla de Patay). Malgrat tot, els francesos sembla que van quedar sorpresos per l'avanç anglès. L'estretor del terreny també sembla que restringí el desplegament planejat de les seves forces.
Els francesos originalment havien fet un pla de batalla en el que arquers i ballesters estaven al davant dels seus homes d'armes, amb una força de cavalleria a la rereguarda específicament dissenyada per "caure sobre els arquers, i emprar la seva força per trencar-los", però en el moment, els arquers i els ballesters francesos van ser desplegats darrere i als costats dels homes d'armes (on sembla que pràcticament no van fer res, llevat possiblement d'un llançament inicial de fletxes a l'inici de la batalla). La força de cavalleria, que podria haver devastat la línia anglesa si hagués atacat mentre que movien les seves estaques, carregà només "després" de la descàrrega inicial de les fletxes angleses. No és clar el motiu del retard, si va ser perquè els francesos estaven esperant que els anglesos llançarien un assalt frontal (i van quedar sorpresos quan en canvi els anglesos començaren a disparar des de la seva nova posició defensiva), o si va ser perquè els cavallers muntats francesos no van reaccionar prou ràpidament a l'avanç anglès. Els cronistes francesos estan d'acord que quan va tenir lloc la càrrega muntada, no tenia tants homes com hauria d'haver tingut; Gilles le Bouvier afirma que alguns s'havien allunyat per escalfar-se mentre que d'altres caminaven o estaven donant menjar als seus cavalls.
En qualsevol cas, dins del radi d'acció dels ballesters francesos (aproximadament 300 metres), els arquers anglesos van clavar les seves estaques i van iniciar el combat amb una pluja de fletxes de llarg abast.

#### La cavalleria francesa ataca
La cavalleria francesa, malgrat que estava desorganitzada i no disposava de tots els homes, carregà contra els arquers, però va ser un desastre, car els cavallers francesos no van ser capaços de superar pel flanc els arquers (a causa de la invasió del bosc) i eren incapaços de carregar enmig del bosc d'estaques afilades que protegien els arquers. John Keegan afirma que la principal influència dels arquers en tota la batalla va ser en aquest moment: protegits només al cap, molts cavalls van quedar perillosament fora de control quan van ser disparats des del darrere o des del costat elevat quan la càrrega començà. La càrrega muntada i la posterior retirada va remoure el terreny fangós existent entre els anglesos i francesos. Juliet Baker senyala la narració contemporània feta per un monjo de Saint-Denis, que afirma com els cavalls ferits i espantats galoparen enmig de la infanteria que avançava, dispersant-los i trepitjant-los en la seva fugida del camp de batalla. Les fonts borgonyones també afirmen que la cavalleria muntada es retirà a les files d'avantguarda dels homes d'armes francesos que avançaven a peu.

#### El principal assalt francès
El conestable de França comandà ell mateix l'atac dels homes d'armes francesos desmuntats. Les narracions angleses descriuen la seva avantguarda com formada per uns 5.000 homes d'armes, que superarien els homes d'armes anglesos en una proporció de més de 3 a 1, però abans que poguessin començar a combatre cos a cos havien de travessar el camp fangós sota un bombardeig de fletxes.
L'armadura dels homes d'armes francesos els permeté avançar 300 metres fins a les línies angleses sota el que el monjo francès de Saint Denis va descriure com una "pluja terrorífica de fletxes". Per protegir-se tant com fos possible contra les fletxes van haver de baixar les viseres dels elms per evitar rebre una fletxa a la cara (els ulls i els forats per respirar dels cascs eren els punt més febles de l'armadura). Amb el casc tancat la respiració i la visió quedaven restringits. Llavors havien de caminar uns centenars de metres enmig del fang, enmig d'una munió de cavallers i portant una armadura que pesava entre 20 i 30 quilograms. A poc a poc van haver de caminar pel costat o sobre els camarades caiguts.

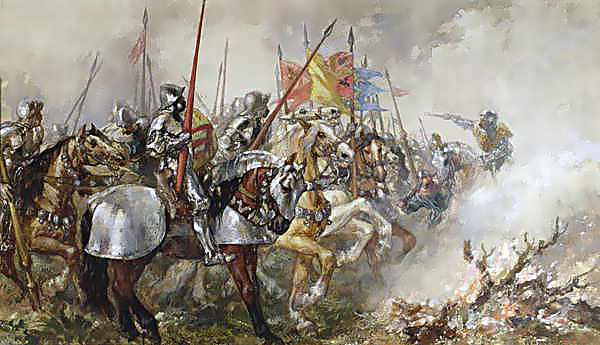
El rei Enric V a la batalla d'Azincourt, 1415, per sir John Gilbert

Els homes d'armes francesos que van sobreviure van arribar al davant de la línia anglesa, veient-se obligats a recular, mentre que els arquers continuaven disparant-los des dels flancs. Quan els arquers es quedaren sense fletxes, van abandonar els seus arcs i emprant destrals, espases i les maces que havien fet servir per clavar les seves estaques, atacaren els homes d'armes francesos desendreçats, fatigats i ferits que estaven en massa davant d'ells. Els francesos no podien fer front als milers d'arquers lleugerament cuirassats (els quals no tenien els impediments del fang i del pes de les seves armadures), combinats amb els homes d'armes anglesos. L'impacte de milers de fletxes, conjuntament amb el cop de travessar el camp de fang amb la pesada armadura, la calor i la manca d'oxigen en portar la visera del casc baixada, i la quantitat d'homes que hi havia, que comportava que els homes d'armes francesos gairebé no podien fer servir les seves armes quan finalment arribaren a la línia dels anglesos. Els homes d'armes francesos, exhausts, són descrits com a sent colpejats fins a caure pels anglesos, i incapaços de tornar-se a aixecar. Mentre la melé es desenvolupava, la segona línia francesa també s'uní a l'atac, però també van ser empassats, i a més, el terreny estret feia que no servissin de res. Els homes d'armes francesos van ser fets presoners o morts a milers. La lluita acabà en tres hores, però els caps de la segona línia també van ser morts o capturats, com els havia succeït als de la primera. La Gesta Henrici anglesa descriu que es formaren tres grans piles de morts al voltant dels estandards principals anglesos. D'acord amb les narracions contemporànies angleses, Enric participà directament a la lluita cos a cos. En sentir que el seu germà petit, Humphrey, duc de Gloucester havia estat ferit a l'engonal, Enric agafà la seva guàrdia i anà on estava el seu germà, a primera línia de combat, fins que Humphrey va poder ser retirat a un lloc segur. El rei rebé un cop de destral al cap que arrencà un floró de la corona del seu casc.

#### L'atac sobre el tren d'equipatges anglès

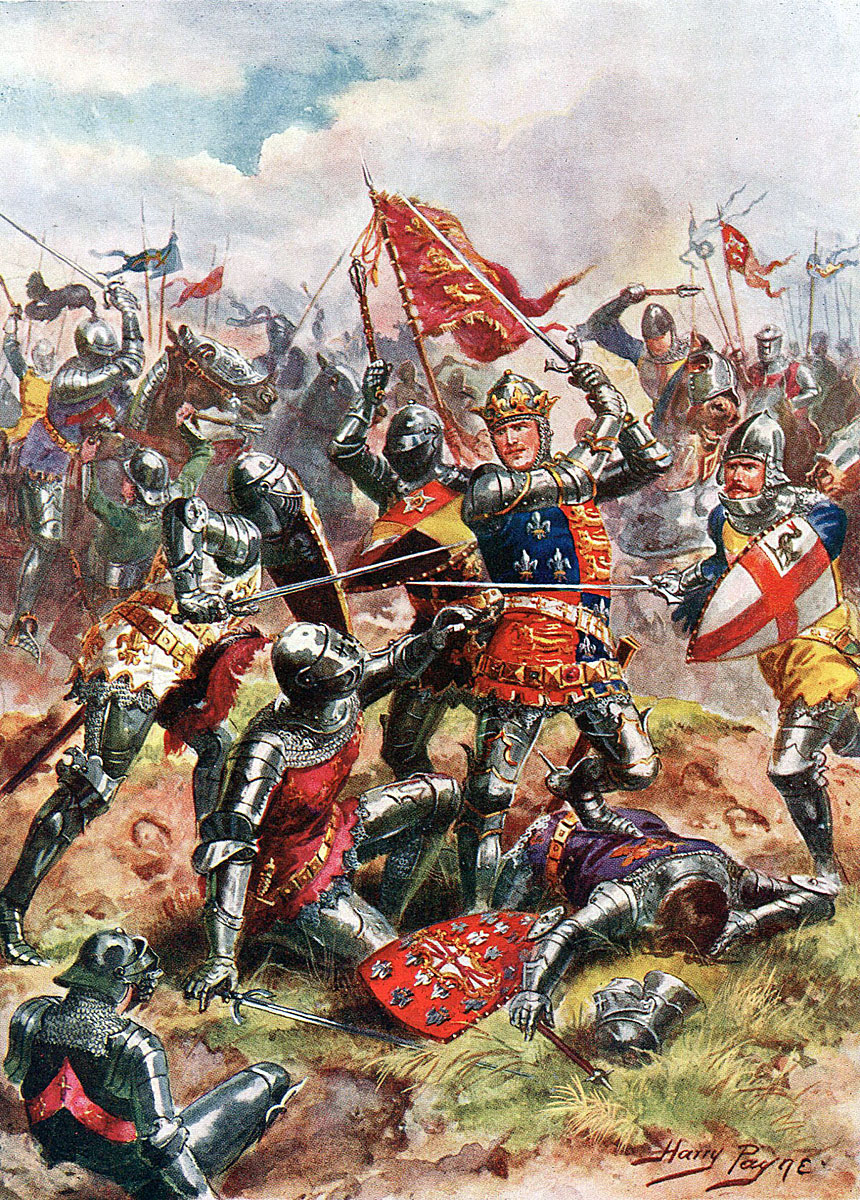
Enric V a la batalla d'Azincourt: el rei llueix la sobrevesta amb les armes reials d'Anglaterra, quarterades amb la flor de lis francesa com a símbol de la seva reclamació al tron de França.

L'únic èxit francès va ser un atac sobre el pobrament protegit tren d'equipatges anglès, amb Usembart d'Azincourt (encapçalant un petit nombre d'homes d'armes i escuders, a més de 600 camperols), agafant alguns tresors personals d'Enric, incloent-hi una corona. No és clar si aquesta acció formava part d'un pla deliberat francès o era la iniciativa d'un senyor local. Veritablement, d'Azincourt era un cavaller local que podria haver estat escollit per encapçalar l'atac pel seu coneixement local i la manca de disponibilitat d'un soldat superior. En algunes narracions, l'atac va tenir lloc cap al final de la batalla, i va fer que els anglesos pensessin que estaven sent atacats per la rereguarda. Barker, seguint la "Gesta Henrici", creia que hauria estat escrit per un clergue local que estava al tren d'equipatges, conclou que l'atac va tenir lloc a l'inici de la batalla.

#### Enric ordena que els presoners siguin morts
Independentment de quan tingués lloc l'assalt principal, en algun moment després de la victòria inicial anglesa Enric s'alarmà davant el que semblava que els francesos s'estiguessin reagrupant per llançar un nou atac. La "Gesta Henrici" ho situa després que els anglesos haguessin superat els embats dels homes d'armes francesos i les afeblides tropes angleses estaven virant la rereguarda francesa (en una quantitat incomparable i encara frescos). Le Fevre i Wavrin diuen que hi havia senyals que la rereguarda francesa s'estava reagrupant i "marxant endavant en ordre de batalla", que va fer que els anglesos creguessin que encara estaven en perill.
En qualsevol cas, Enric ordenà la matança del que potser podrien ser diversos milers de presoners, salvant només els de màxim rang (pels quals presumiblement podrien obtenir un rescat més alt). El temor d'Enric era que els presoners poguessin rearmar-se amb les armes caigudes per terra, i que els anglesos exhausts fossin superats. Aquesta crueltat pot justificar-se donada la situació de la batalla; fins i tot els cronistes francesos no la critiquen. Aquest fet marcà el final de la batalla, mentre que la rereguarda francesa, havent vist com tants nobles francesos havien estat fets presoners o morts, abandonaren el camp de batalla.

### Després de la batalla
A causa d'una mancança de fonts fiables és impossible donar una xifra precisa de les baixes franceses i angleses. És evident, però, que, tot i que els anglesos eren menys, les seves baixes van ser molt inferiors a les dels francesos. Les fonts franceses donen unes xifres d'entre 4.000 i 10.000 francesos morts, davant uns 1.600 anglesos morts. La taxa més baixa d'aquestes fonts franceses dona sis francesos morts per cada anglès. Les fonts franceses ballen entre 1.500 i 11.000 francesos morts, contra poc més d'un centenar d'anglesos morts.
Baker identifica les xifres disponibles de com "a mínim" 112 anglesos morts en el combat (incloent-hi el duc de York, un net d'Eduard III, però n'exclou els ferits. Una xifra estimada més gran és 450 morts, no pas insignificant en un exèrcit de 8.500 homes, però molt inferior als milers de francesos morts, gairebé tots els quals van ser morts o capturats. Fent servir l'estimació francesa més baixa, que comptabilitza uns 4.000 francesos ferits o morts, s'obté una taxa de prop de 9 a 1 a favor dels anglesos, o fins de 10 a 1 si s'hi inclouen els presoners.
Pels francesos va ser una gran desfeta. Van morir tres ducs, vuit comtes, un vescomte i un arquebisbe, entre nombrosos nobles més. Dels grans oficials del regne, França va perdre el conestable, l'almirall, el cap dels ballesters i el prévôt dels mariscals. Els batlles de 9 grans ciutats del nord van ser morts, sovint amb llurs fills, parents i seguidors. En paraules de Juliet Barker, la batalla va fer una gran franja entre els líders naturals de la societat francesa a Artois, Ponthieu, Normandia i Picardia. Les estimacions donades del nombre de presoners varien entre 700 i 2.200, entre ells el duc d'Orleans i el mariscal de França Boucicault. Gairebé tots els presoners que eren nobles, com els presoners menys valuosos, van ser massacrats.
Malgrat que la victòria va ser militarment decisiva, la repercussió va ser complexa. No comportà més conquestes angleses immediates, car la prioritat d'Enric era tornar a Anglaterra, cosa que va fer el 16 de novembre, per ser rebut triomfalment a Londres el 23. A ulls dels seus compatriotes i de les potències europees, Enric tornà com un heroi conqueridor. Establí la legitimitat de la monarquia de Lancaster i de les futures campanyes per seguir els seus "drets i privilegis" a França. La resta de guanys pels anglesos va ser a llarg termini. Immediatament després de la batalla, la feble treva entre les faccions d'Armagnac i Borgonya es trencà. Els borgonyons cercaven l'oportunitat i en 10 dies havien reunit els seus exèrcits i marxaven contra París. La mancança d'unitat a França proporcionà a Enric 18 mesos per preparar-se militarment i políticament a fi de llançar una nova campanya. Quan aquesta tingué lloc, els danys a les estructures polítiques i militars de Normandia es van poder infligir amb més facilitat.
Malgrat que va passar més anys en conflicte, Enric va poder complir els seus objectius. Va ser reconegut pels francesos al Tractat de Troyes (1420) com a regent i hereu del tron francès, i va consolidar la seva posició amb el matrimoni amb Caterina de Valois, filla del rei Carles VI.

### Baixes notables

#### Francesos
Les baixes notables (principalment citats per Enguerrand de Monstrelet) inclouen:
- Principals comandants
  - Charles I d'Albret, comte de Dreux, el conestable de França[65]
  - Jacques de Châtillon, senyor de Dampierre, l'almirall de França
  - David de Rambures, el gran mestre dels ballesters
- Tres ducs
  - Antoine de Borgonya, duc de Brabant i Limburg, i duc consort de Luxemburg[65] (germà de Joan Sense Por, duc de Borgonya)
  - Joan I, duc d'Alençon-Perche[65]
  - Eduard III, duc de Bar[65] (juntament amb el seu germà i el seu nebot)
- Set comtes
  - Felip de Borgonya, comte de Nevers i de Rethel (un altre germà de Joan Sense Por)
  - Frederick de Lorena, comte de Vaudémont (germà de Carles II, duc de Lorena)
  - Robert de Bar, comte de Marle i Soissons (nebot d'Eduard III, duc de Bar).
  - Joan VI, comte de Roucy
  - Waleran III de Luxemburg, comte de Ligny-Saint-Pol (anomenat el "comte de Fauqemberg" a les cròniques)
  - Eduard II, comte de Grandpré
  - Enric II, comte de Blâmont

I uns 90 banderers i altres, incloent-hi:
- - Jean de Montaigu, arquebisbe de Sens
  - Joan de Bar, senyor de Puisaye (germà d'Eduard III de Bar)
  - Joan I de Croÿ, senyor de Croÿ-d'Araines i dos dels seus fills, Joan i Archambaud
  - Joan de Béthune, senyor de Marueil
  - Jan I van Brederode

#### Anglesos i gal·lesos
Entre les baixes notables hi ha:
- Eduard de Norwich, duc de York[66]
- Michael de la Pole, 3r comte de Suffolk[67]
- Dafydd Gam (Davy Gam), heroi gal·lès que es diu que salvà la vida d'Enric a Azincourt[68]

#### Presoners
Entre els prop de 1.500 presoners capturats pels anglesos, hi havia els següents notables francesos:
- Jean Le Maingre ("Boucicaut"), el mariscal de França.
- Carles d'Artois (comte d'Eu), tinent de Normandia i Guyana
- Joan de Borbó (duc de Borbó-Alvèrnia-Forez), possiblement el major senyor de la França meridional
- Carles d'Orleans (duc d'Orleans-Blois-Valois), un gran senyor de la França central, cap de la facció dels Armanyac (el seu germà, Joan d'Orleans, comte d'Angulema-Périgord), un altre gran senyor, havia estat captiu dels anglesos des de 1412)
- Lluís de Borbó (comte de Vendôme)
- Artur III de Bretanya, germà de Joan V, duc de Bretanya, germanastre d'Enric V (era fill de Joana de Navarra, reina vídua d'Anglaterra

Els presoners eren molt més valuosos que no pas els morts, car segons les lleis de la cavalleria, la propietat d'un presoner no podia ser decomisada. Això significava que (en teoria), els vasts dominis de França, notablement els dominis de Joan de Borbó i Carles d'Orleans, no podien ser cridats per mitjans militars, una perspectiva més favorable per la corona anglesa que per la francesa per la resta de la guerra.

## Les xifres d'Azincourt
Anne Curry, al seu llibre Agincourt: A New History, argumenta (basant-se en la recerca de registres administratius contemporanis) que l'exèrcit francès tenia uns 12.000 homes, i que l'anglès disposava d'uns 9.000, amb una proporció de 4:3. En canvi, Juliet Barker al seu Agincourt: The King, the Campaign, the Battle (també publicat el 2005) argumenta que els anglesos i gal·lesos estaven superats en una proporció de "un mínim de 4:1, i possiblement de 6:1. Proposa unes xifres de 6.000 anglesos i 36.000 francesos, basant-se amb les xifres de la Gesta Henrici de 5.000 arquers i 900 homes d'armes pels anglesos, i per l'informe de Jean de Wavrin que els francesos eren sis vegades més nombrosos que els anglesos. La versió del 2009 de la Encyclopædia Britannica usa les xifres de 6.000 anglesos i entre 20.000 i 30.000 francesos. La versió de la Britannica de 1911 donava les xifres de 6.000 arquers, 1.000 homes d'armes i "uns centenars d'homes a peu" pels anglesos, amb els francesos superant-los "un mínim de quatre vegades".
Amb una de les estimacions més baixes per la mida de l'exèrcit francès i també una de les estimacions més altes per la mida de l'exèrcit anglès, Curry és actualment en minoria en suggerir que les xifres eren de 4:3. Tot i no estar necessàriament d'acord amb les xifres exactes que maneja Curry, alguns historiadors han donat suport a l'afirmació que l'exèrcit francès era molt menor que el que tradicionalment s'ha pensat, i que l'anglès era una mica més nombrós. Bertrand Schnerb, professor d'història medieval a la Universitat de Lille, ha afirmat que pensa que els francesos potser tenien entre 12.000 i 15.000 homes. Ian Mortimer, en el seu llibre del 2009, 1415: Henry V's Year of Glory, indica com Curry "minimitza les xifres franceses (limitant les xifres a aquelles de l'exèrcit bàsic i algunes companyies específiques addicionals) i maximitza les xifres angleses (assumint que els homes que van tornar a casa des de Harfleur no eren més que llistes de malalts)", però acorda que prèviament estima que havia exagerat les xifres, i senyala que "el balanç més extrem més creïble és de 15.000 francesos contra 8.100 anglesos, una taxa de 2:1"

## Representacions populars

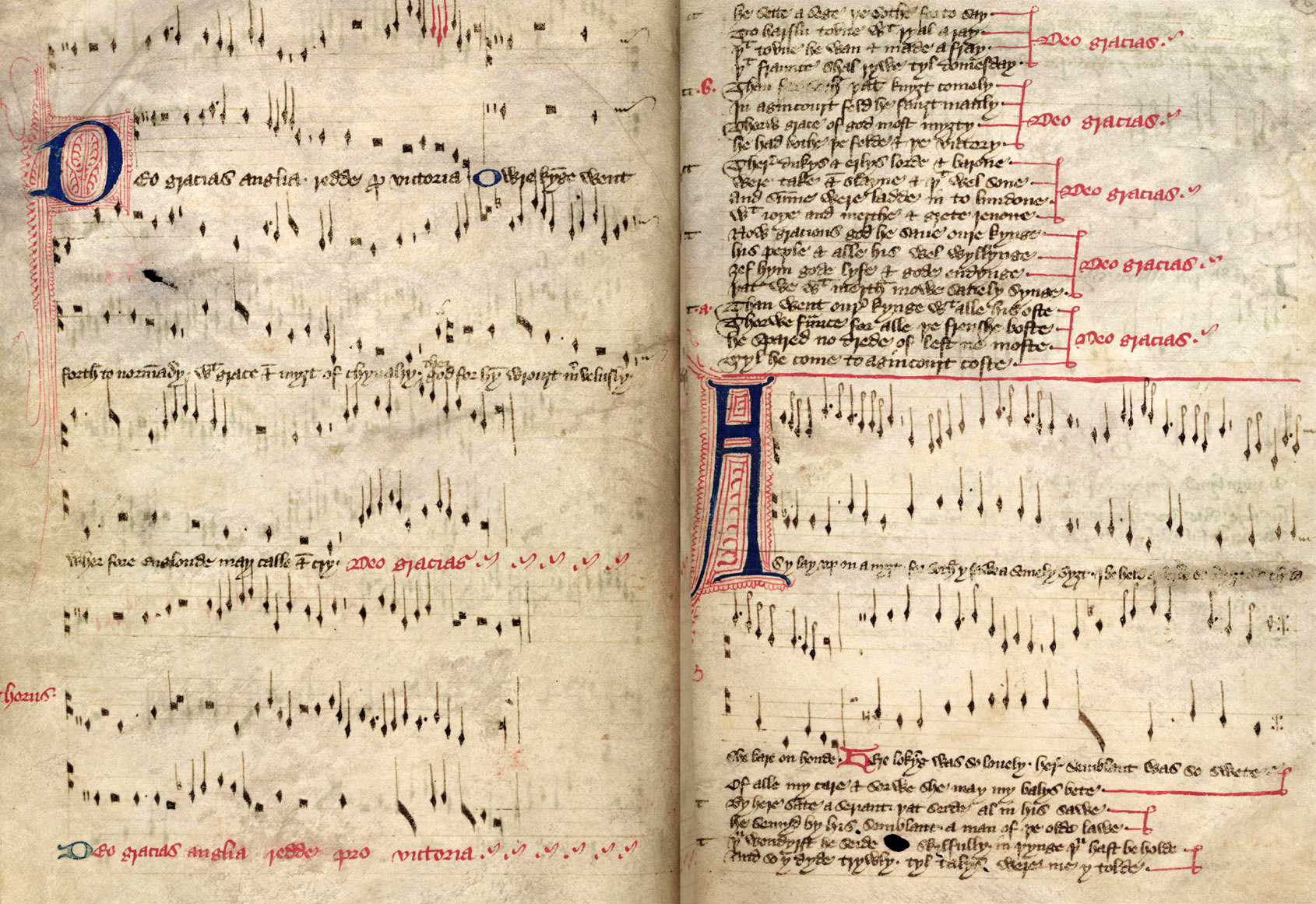
La Cançó d'Azincourt, del segle XV

Poc després de la victòria anglesa a Azincourt aparegueren diverses cançons populars sobre la batalla, sent la més famosa de totes la "Cançó d'Azincourt", realitzada durant la primera meitat del segle xv. La seguiren diverses balades més on es feia esment especial de fets particulars mencionats només de passada en les cròniques originals, com ara el regal de les pilotes de tennis abans de la campanya.
Actualment, però, la descripció cultural més famosa de la batalla és l'obra de William Shakespeare Enric V, escrita el 1599. l'obra se centra en les pressions del regnat, les tensions sobre com ha d'aparèixer el rei (cavalleresc, honest i just) i sobre com ha d'actuar un rei a vegades (maquiavèlic i despietat). Aquestes tensions són il·lustrades en la descripció de Shakespeare de com Enric decideix matar els presoners francesos, mentre que intentava justificar-se i distanciar-se'n, del fet (aquest moment de la batalla apareix alhora com una ruptura de les tradicions de la cavalleria i com un exemple clau de la paradoxa del regnat.) La descripció de Shakespeare també escomet el tema de la modernitat: Shakespeare contraposa el rei anglès modern amb l'exèrcit medieval, feudal i antiquat dels francesos. L'obra de Shakespeare presenta Enric encapçalant una força realment britànica a la batalla, jugant amb la importància que tenen en la lluita els lligams entre la monarquia i els soldats comuns. L'obra original, tanmateix, no presenta cap escena de la mateixa batalla, extrem que la crítica Rose Zimbardo caracteritza com a "ple de guerra i buit de conflicte".
L'obra conté el famós Discurs del Dia de Sant Crispí; Shakespeare fa que Enric pronunciï un discurs tot just abans de la batalla, demanant a la seva "colla de germans" que estiguin junts en el combat que ha de venir. El discurs, un dels més heroics de Shakespeare, "traspua honor, glòria militar, amor pel país i autosacrifici" segons el crític David Margolies, i constitueix un dels primers exemples de la literatura anglesa que enllaça solidaritat i camaraderia per l'èxit a la batalla. Com a conseqüència d'això, si més no en part, la batalla es va fer servir com a metàfora a l'inici de la I Guerra Mundial, quan el Cos Expedicionari Britànic intentà aturar els avanços alemanys.
La versió de Shakespeare de la batalla de Angicourt s'ha tractat en dues pel·lícules, una dirigida per Laurence Olivier el 1944 i l'altra per Kenneth Branagh el 1989. Filmada tot just abans a la invasió de Normandia, la peça d'Olivier dona a la batalla el que Sarah Hatchuel ha definit com un "to heroic i emocionant", amb una mirada artificial i cinematogràfica a les escenes de batalla. La versió de Branagh dona una visió més llarga i realista de la batalla, basant-se en fonts i imatges de les guerres de Vietnam i de les Malvines. Babakitis emprà els efectes digitals per tal d'exagerar el realisme de les escenes de batalla, i així va construir una interpretació avantguardista dels combats a Azincourt.

## Articles
- Azincourt Museum, The Azincourt Museum, Azincourt, France (The site is in French and English).

* Beck, Steve (2005). The Battle of Agincourt Arxivat 2007-10-13 a Wayback Machine., www.militaryhistoryonline.com.
- Melvyn Bragg (presenter). Agincourt with Anne Curry, Michael Jones and John Watts from In Our Time (BBC Radio 4), 16 September 2004
- Family Chronicle.com, The Agincourt Honor Roll Arxivat 2005-05-28 a Wayback Machine., Family Chronicle Arxivat 2008-04-10 a Wayback Machine., March/April 1997.
- Glanz, James (25 October 2009). Henry V's Greatest Victory is Besieged by Academia. The New York Times
- Grummitt, David. (Oxford University), A review of Agincourt 1415: Henry V, Sir Thomas Erpingham and the triumph of the English archers ed. Anne Curry, Pub: Tempus UK, 2000 ISBN 0-7524-1780-0
- Hansen, Mogens Herman (Copenhagen Polis Centre) The Little Grey Horse --Henry V's Speech at Agincourt and the Battle Exhortation in Ancient Historiography Histos volume 2 (March 1998), website of the Department of Classics and Ancient History, University of Durham
- Bennett, Matthew. «The Development of Battle Tactics in the Hundred Years War». A: Curry, Anne; Hughes, Michael L. Arms, armies, and fortifications in the Hundred Years War.  Woodbridge, England: Boydell Press, 1994, p. 1–20. ISBN 0-85115-365-8.
- Bennett, Matthew. «The Battle». A: Curry, Anne. Agincourt 1415.  Stroud: Tempus, 2000, p. 25–30. ISBN 0-7524-1780-0.
- "Battle of Agincourt" in Military Heritage, October 2005, Volume 7, No. 2, pp. 36 to 43. ISSN 1524-8666.
- Rogers, Clifford J. "The Battle of Agincourt," The Hundred Years War (Part II): Different Vistas, ed. L. J. Andrew Villalon and Donald J. Kagay (Leiden: Brill, 2008): 37–132.
- Rogers, Clifford J. "Henry V's Military Strategy in 1415," The Hundred Years War: A Wider Focus, ed. L. J. Andrew Villalon and Donald J. Kagay (Leiden: Brill, 2005): 399–427.
- Sutherland, T.L. 2006 'The Battle of Agincourt: An Alternative Location?' Journal of Conflict Archaeology 1, 245–265